# Где мои дети
«Где мои дети» — мобильное приложение и онлайн-сервис для отслеживания родителями местоположения детей через GPS с помощью смартфонов или смарт-часов, разработанное российской компанией «Рефрэш». Приложение позволяет устанавливать геозоны, получать уведомления при их нарушении и сохранять историю перемещений даже при отсутствии подключения к интернету. По данным разработчика, сервисом пользуются около 3 млн человек в разных странах.

## История создания
Приложение было создано в 2016 году предпринимателем Вадихом Гиниатулиным совместно с Антоном Ларченковым и Николаем Кузнецовым. В отличие от существовавших на тот момент аналогов, использовавших данные сотовых вышек (LBS), приложение было разработано с ориентацией на более точные GPS-данные. Первое время приложение было личным «пет-проектом» разработчиков. В 2017 году для развития проекта была основана компания ООО «Рефрэш», где Гиниатулин занял должность генерального директора, Ларченков возглавил маркетинговое направление, а Кузнецов — продуктовую разработку. Головной офис компании находится в Перми, с дополнительными представительствами в Москве и Санкт-Петербурге. С 2017 года компания разрабатывает программное обеспечение «Геотрекинговая платформа», особенностью которой является применение механизмов машинного обучения для повышения точности определения координат и оптимизации расхода заряда батареи устройств.
В 2018 году сервис начал поддерживать детские умные часы, а не только смартфоны. Приложение было локализовано более чем на 30 языков и запущено на 50 региональных рынках, включая США, страны Евросоюза и Латинской Америки. К концу 2019 года приложение было скачано более 6 млн раз.
Компания-разработчик сотрудничает с различными организациями для интеграции своих продуктов, в том числе операторами мобильной связи Ростелеком, МегаФон, Motiv, KCell Activ, страховыми компаниями ВСК, Манго страхование.

## Принцип работы
Сервис «Где мои дети» является модульной автоматизированной системой с клиент-серверной архитектурой. Основное клиентское приложение «Где мои дети» устанавливается на телефон родителя, дополнительное приложение Pingo — на устройство ребёнка. Приложение Pingo использует следующие способы определения геолокации: по мобильной сети, по WI-FI сетям, по GPS — и применяет свои запатентованные способы обработки геоданных, которые позволяют определять местоположение устройства с точностью 20-100 м для большинства ситуаций. Данные, собранные приложением, отправляются через сервер в приложение «Где мои дети», которое устанавливается на телефон родителя. Приложения работают через Интернет, при его отсутствии накапливают данные и отправляют информацию о местоположении после подключения к сети.

## Функциональность
Приложение «Где мои дети» позволяет отслеживать местоположение ребёнка с использованием технологии GPS. Основные функции сервиса включают в себя:
- Определение текущего местоположения устройства с помощью GPS-локатор.
- Сохранение истории перемещений (как при наличии подключения к интернету, так и без него)
- Запись звука вокруг устройства ребёнка
- Отправка звукового сигнала на устройство ребёнка, даже если оно находится в беззвучном режиме
- Статистика использования приложений
- Уведомления о входе и выходе из обозначенных зон
- Мониторинг заряда батареи устройства
- Функция экстренного оповещения (SOS-сигнал) с записью окружающих звуков

Приложение предлагается в бесплатной версии с ограниченным функционалом, полная версия доступна по платной подписке. Использование приложения допустимо только с согласия ребёнка. 

## Распространение
Приложение «Где мои дети» представлено на международном рынке и локализовано на 40 языков. Наибольшее количество пользователей находится в следующих странах: Россия — более 700 тыс. пользователей, Турция — около 135 тысяч, Казахстан — около 110 тыс, Индия — около 86 тысяч, Польша и Италия — по 80 тысяч, Румыния, Украина и Бразилия — более 65 тысяч каждая. По данным компании, около 50% выручки приходится на зарубежные рынки, в то время как в 2018 году эта доля составляла 10-15%.

## Рейтинги и награды
В 2017 году приложение было включено в список «Лучшие приложения 2017» по версии Google Play. С сентября 2017 года занимает в Google Play лидирующую позицию в категории «Материнство и детство». С января 2018 года входит в ТОП-5 категории «Образование» в App Store. В 2021 году заняло первое место по дополнительным покупкам в России и шестое место по количеству скачиваний в категории Health&Fitness
В 2018 году приложение «Где мои дети» получило награду в номинации «Городские технологии» на Московском урбанистическом форуме. В 2022 году приложение стало лауреатом Всероссийской интернет-премии «Прометей-2022» в номинации «Технологии и инновации».